# El planeta del tesoro
El planeta del tesoro (título original en inglés: Treasure Planet) es una película animada de acción y aventuras de ciencia ficción estadounidense de 2002 producida por Walt Disney Feature Animation y distribuida por Walt Disney Pictures. Es una adaptación de ciencia ficción de la novela de aventuras La isla del tesoro (1883) de Robert Louis Stevenson, y es la tercera versión de la historia en un entorno espacial, después de la película búlgara Treasure Planet (1982) y la miniserie italiana Treasure Island in Outer Space (1987). Es la tercera adaptación de Disney de la novela, después de Treasure Island (1950) y Muppet Treasure Island (1996). En el escenario de la película, las naves espaciales funcionan con velas solares y se parecen a los veleros del siglo XVIII de La isla del tesoro original.
La película fue coescrita, producida y dirigida por John Musker y Ron Clements, y cuenta con las voces de Joseph Gordon-Levitt, Brian Murray, David Hyde Pierce, Martin Short, Roscoe Lee Browne, Emma Thompson, Michael Wincott, Laurie Metcalf, y Patrick McGoohan. La partitura musical fue compuesta por James Newton Howard, mientras que algunas canciones fueron escritas e interpretadas por John Rzeznik. Es la primera película musical de Clements y Musker desde The Great Mouse Detective (1986). El dúo presentó el concepto de la película al mismo tiempo que trabajan en otra película animada de Disney, La Sirenita (1989). Después de que terminaron su trabajo en Hércules (1997), comenzó oficialmente el desarrollo de la película. Emplea una técnica novedosa de animación tradicional 2D dibujada a mano sobre animación por computadora 3D. Con un presupuesto de 140 millones de dólares, es la película de animación tradicional más cara hasta la fecha.
El planeta del tesoro se estrenó en París, Francia en Cinerama Dome el 6 y 17 de noviembre de 2002, y recibió un amplio estreno en cines el 27 de noviembre. Fue la primera película que se estrenó simultáneamente en salas regulares de IMAX. La película fue un fracaso de taquilla, recaudando 109 millones de dólares en todo el mundo con un presupuesto de 140 millones de dólares, pero recibió críticas generalmente positivas de la crítica y el público. Fue nominada a Mejor Película de Animación en la 75.ª edición de los Premios Óscar, pero perdió ante El viaje de Chihiro (2001). La película ha ganado seguidores de culto.

## Argumento
En el planeta Montressor, el joven Jim Hawkins está encantado con las historias del pirata espacial Capitán Flint y su habilidad para atacar repentinamente y desaparecer sin dejar rastro, ocultando su botín en el legendario «Planeta del Tesoro». Doce años después, Jim se ha convertido en un alborotador distante después de que su padre lo abandonara cuando era un niño. De mala gana, ayuda a su madre Sarah a administrar el Benbow Inn y es atrapado por la policía después de hacer surfeo aéreo imprudentemente con una tabla de vela propulsada por cohetes. Una nave espacial se estrella cerca de la posada y el piloto moribundo, Billy Bones, le da a Jim una esfera y le advierte que «tenga cuidado con el cyborg». Los piratas atacan e incendian la posada, y Jim huye con su madre y su amigo, el Dr. Delbert Doppler. Jim descubre que la esfera contiene un mapa estelar holográfico que conduce a la ubicación del Planeta del Tesoro y decide buscar la fortuna legendaria.
Doppler fleta el barco RLS Legacy, comandado por la capitana felina Amelia y el primer oficial de piel de piedra, el Sr. Arrow. La variada tripulación del barco está dirigida por el cocinero cyborg John Silver, cuya cibernética lleva a Jim a sospechar que él es la persona de la que Bones le advirtió. Después de ser enviado a trabajar en la cocina, Jim es supervisado por Silver y su mascota que cambia de forma, Morph, y forman una tenue relación de padre-hijo. Cuando el barco encuentra una supernova, Jim asegura los salvavidas de la tripulación. A medida que se forma un agujero negro, el despiadado miembro de la tripulación insectoide, Scroop, corta la línea de vida del Sr. Arrow y lo envía a la muerte. Mientras el barco navega por las ondas de choque hacia un lugar seguro, Scroop incrimina a Jim por la muerte del Sr. Arrow mintiendo acerca de que su línea de vida no estaba segura, y Silver consuela a Jim.
Al llegar al Planeta del Tesoro, Jim descubre que la tripulación son en realidad piratas liderados por Silver, y estalla un motín. Doppler, Amelia y Morph abandonan el barco y Jim recupera el mapa. Silver no se atreve a dispararle a Jim, lo que le permite escapar con los demás; otro pirata dispara a los fugitivos, hiriendo a Amelia. Jim descubre que el mapa es Morph disfrazado y el mapa real todavía está en el barco. El grupo conoce a B.E.N., un robot de navegación abandonado que solía pertenecer a Flint y ahora le falta su circuito de memoria principal. Después de ser acorralados por los piratas, Jim, Morph y B.E.N. secuestran una lancha y regresan al Legacy para recuperar el mapa. Scroop los ataca, pero B.E.N. accidentalmente desactiva la gravedad artificial y Jim patea a Scroop por la borda al espacio profundo. Al regresar, son capturados por Silver y su tripulación, quienes capturaron a Doppler y Amelia.
Silver obliga a Jim a utilizar el mapa, guiándolos hacia un portal que puede abrirse a cualquier lugar del universo conocido. Este mapa, que Flint usó para llevar a cabo sus incursiones, actúa como control del portal. Abren el portal hacia el centro del Planeta del Tesoro, que en realidad es una antigua estación espacial construida por una civilización olvidada. Flint se apoderó de ella y la utilizó como escondite para su botín, accediendo mediante el portal para realizar sus saqueos y guardar el tesoro. Los piratas entran y comienzan a recolectar el botín, mientras que Jim encuentra el esqueleto del Capitán Flint, sosteniendo en su mano el circuito perdido de BEN. Jim reinstala la pieza en la cabeza de B.E.N. y éste recuerda que Flint manipuló el planeta para que explotara tras el descubrimiento del tesoro. Cuando el planeta colapsa, Silver intenta escapar con un bote lleno de tesoros, pero lo abandona para salvar a Jim. Los supervivientes abordan el Legacy, que resulta dañado y no puede ir lo suficientemente rápido para escapar de la explosión. Jim prepara una tabla de vela improvisada y avanza, estableciendo el portal al puerto espacial de Montressor, mientras que Doppler conduce el Legacy a través del portal hacia un lugar seguro.
Jim encuentra a Silver debajo de la cubierta y le permite escapar. Silver le da a Jim a Morph y la mitad del tesoro que logró tomar para que pueda reconstruir el Benbow Inn, creyendo que Jim «hará sonar las estrellas». Algún tiempo después, se organiza una fiesta en el Benbow Inn reconstruido y mejorado; Doppler y Amelia están casados y tienen cuatrillizos; B.E.N. se ha convertido en camarero de la posada; y Jim, que maduró bajo la tutoría de Silver, se convirtió en cadete en la Academia Interestelar gracias a una carta de recomendación de Amelia. Luego mira al cielo y ve una imagen de Silver en las nubes.

## Elenco de voces
- Joseph Gordon-Levitt como Jim Hawkins, un aventurero adolescente.
  - Austin Majors le da voz a Jim cuando era niño.
- Brian Murray como el Dr. Delbert Doppler, un astrónomo con forma de perro. Es una combinación del Dr. Livesey y Squire Trelawney de La isla del tesoro.
- Emma Thompson como la capitana Amelia, la capitana felina del RLS Legacy. Ella es análoga al Capitán Alexander Smollett en La isla del tesoro.
- Martin Short como B.E.N., un robot alienígena que perdió la memoria y fue abandonado en el Planeta del Tesoro por el Capitán Flint. Su nombre es una referencia a Ben Gunn de La isla del tesoro, en quien se basa.
- Roscoe Lee Browne como Mr. Arrow, el primer oficial de la capitana Amelia.
- Laurie Metcalf como Sarah Hawkins, la madre de Jim Hawkins que dirige el Benbow Inn.
- Dane Davis como Morph, un pequeño alienígena rosa que puede transformarse en cualquier forma. Es comparable al loro mascota de Silver en La isla del tesoro original.
- Michael Wincott como Scroop, un feroz tripulante con forma de araña en el RLS Legacy. Es un análogo aproximado de Israel Hands en La isla del tesoro.
- Patrick McGoohan como Billy Bones, un marinero propietario del mapa del Planeta del Tesoro.
- Peter Cullen (sin acreditar) como el Capitán Nathaniel Flint, un legendario pirata espacial visto al comienzo de la película.
- Tony Jay como el narrador
- Jane Carr como la Sra. Dunwitty, una de las clientas del Benbow Inn.
- Corey Burton como Onus, el vigía de la tripulación del RLS Legacy.
- Mike McShane como Hands, un tripulante parecido a un Behemoth en el RLS Legacy.
- Rodger Bumpass y Jack Angel como Police Robots, agentes del orden en Montressor.
  - Bumpass y Angel también dan voz a Gwenge y Turnbuckle, miembros de la tripulación del RLS Legacy.

## Producción

### Desarrollo
El planeta del tesoro tardó aproximadamente cuatro años y medio en crearse, pero el concepto (que en ese momento se llamaba Treasure Island in Space) fue presentado originalmente por Ron Clements en 1985 en la reunión «Gong Show» en la que él y John Musker También lanzó La Sirenita. La propuesta fue rechazada por Michael Eisner, quien sabía que Paramount Pictures estaba desarrollando una secuela de Star Trek con un ángulo de La isla del tesoro (que finalmente no se produjo). La idea se volvió a plantear en 1989 tras el estreno de La Sirenita. pero el estudio aún expresó falta de interés. Tras el estreno de Aladdín la idea se presentó por tercera vez, pero Jeffrey Katzenberg, que era el jefe de Walt Disney Studios en ese momento, «simplemente no estaba interesado» en la idea. Durante este tiempo, Katzenberg quería que el dúo trabajara en Una princesa de Marte, que la empresa estaba intentando adaptar. Enojados por el rechazo, Clements y Musker se acercaron al presidente de Feature Animation, Roy E. Disney, quien respaldó a los realizadores y le hizo saber sus deseos a Eisner, quien a su vez estuvo de acuerdo en que el estudio debería producir la película. En 1995, su contrato fue renegociado para permitirles comenzar el desarrollo de El planeta del tesoro cuando Hercules estuviera terminado.
Dado que Musker y Clements querían poder mover «la cámara de forma muy parecida a Steven Spielberg o James Cameron», el retraso en la producción fue beneficioso ya que «la tecnología tuvo tiempo de desarrollarse en términos de mover realmente la cámara». La animación principal de la película comenzó en 2000 con aproximadamente 350 miembros del equipo trabajando en ella. En 2002, Roy Conli estimó que había alrededor de 1.027 miembros del equipo que figuraban en los créditos de la pantalla con «unos cuatrocientos artistas y artistas informáticos, unos ciento cincuenta músicos y otros doscientos tecnólogos». Según Conli, Clements quería crear un mundo espacial que fuera «cálido y que tuviera más vida de lo que normalmente se imagina en una película de ciencia ficción», a diferencia del tratamiento de la ciencia ficción de «acero inoxidable, azul, humo que sale de las entrañas de una tubería pesadamente cargada». Para hacer la película «divertida» creando secuencias de acción más emocionantes y porque creían que hacer que los personajes usaran trajes espaciales y cascos «le quitaría todo el romance», el equipo creó el concepto de «Etherium», un «espacio exterior lleno de atmósfera» y los personajes visten ropa del siglo XVIII muy parecida a la de La isla del tesoro original.
Se realizaron varios cambios al final de la producción de la película. El prólogo de la película presentaba originalmente a un Jim Hawkins adulto narrando la historia del Capitán Flint en primera persona, pero el equipo consideró que esto era demasiado «oscuro» y consideró que carecía de participación del personaje y Tony Jay narró la apertura de la película. El equipo también pretendía que la película incluyera una secuencia que mostrara a Jim trabajando en su surfista solar e interactuando con un niño alienígena, que pretendía mostrar el lado más sensible de Jim y como homenaje a The Catcher in the Rye. Debido a la intención de comenzar la película con una escena de Jim solar surfeando, la secuencia tuvo que ser cortada.

### Escritura
El escritor Rob Edwards afirmó que «fue un gran desafío» tomar una novela clásica y ambientarla en el espacio exterior, y que eliminaron algunos de los elementos de ciencia ficción («cosas como las naves espaciales de metal y la frialdad») desde el principio. Edwards continúa diciendo que «hicieron muchas cosas para hacer la película más moderna» y que la idea detrás de ambientar la película en el espacio exterior era «hacer que la historia fuera tan emocionante para los niños de ahora como lo era el libro para los niños de entonces».
Con respecto a la adaptación de los personajes del libro a la película, Ron Clements mencionó que el Jim Hawkins del libro es «un niño muy inteligente y muy capaz», pero querían que Jim comenzara como «un niño un poco problemático» que «realmente no sabe quién es» conservando las características antes mencionadas del personaje original. Este cambio se realizó después de que Joe Ranft sugiriera la idea. La «figuras mentoras» de Jim Hawkins en la novela fueron Squire Trelawney y el Dr. Livesey, a quienes John Musker describió como «uno es más cómico y el otro muy directo»; estos dos personajes se fusionaron en el Dr. Doppler. Clements también menciona que aunque la relación padre-hijo entre Jim Hawkins y John Silver estaba presente «hasta cierto punto» en el libro, querían enfatizarla más en la película.
Terry Rossio, que trabajó en el guion, argumentó más tarde que los realizadores cometieron un error crucial al convertir a Jim Hawkins en un adolescente. «La isla del tesoro, el libro, es la aventura de un niño, sobre un joven grumete que combina su ingenio con una tripulación de piratas sedientos de sangre. Todas las escenas clave se vuelven más dramáticas por el hecho de que es un niño el que está en peligro. El planeta del tesoro convirtió al niño en un hombre joven. Lo que diluye el drama de todas las situaciones, de principio a fin... En lugar de ser un niño asombroso e impresionante, se convirtió en un adolescente petulante y poco impresionante».

### Reparto
La directora de reparto Ruth Lambert realizó una serie de audiciones para la película en Nueva York, Los Ángeles y Londres, pero el equipo ya tenía algunos actores en mente para dos de los personajes principales. El personaje del Dr. Doppler fue escrito pensando en David Hyde Pierce, y Pierce recibió una copia del guion de La isla del tesoro junto con bocetos preliminares del personaje y los elementos escénicos de la película mientras trabajaba en Bichos (1998) de Pixar. Afirmó que «el guion era fantástico, la apariencia era tan convincente» que aceptó el papel. Jeff Goldblum y Hugh Grant también fueron considerados antes de que Pierce asegurara la pieza. Asimismo, el personaje de la Capitana Amelia se desarrolló con la idea de que Emma Thompson prestara su voz. «Se lo ofrecimos y estaba muy emocionada», dijo Clements. Musker dijo: «Este es el primer personaje de acción y aventuras que Emma interpreta y estuvo embarazada durante varias de las sesiones. Estaba feliz de poder hacer toda esta acción y no tener que entrenar para el papel». Inicialmente no había actores en mente para los personajes de John Silver y Jim Hawkins; Brian Murray (John Silver) y Joseph Gordon-Levitt (Jim Hawkins) firmaron después de meses de audiciones. Gordon-Levitt declaró que se sintió atraído por el papel porque «es una película animada de Disney y las películas animadas de Disney son únicas en su clase» y que »ser parte de esa tradición es increíble para mí». Musker mencionó que Gordon-Levitt «combinaba suficiente vulnerabilidad e inteligencia y una combinación de juventud pero incompletitud» y que les gustó su enfoque. Patrick McGoohan fue elegido como Billy Bones por sugerencia de Corey Burton, quien interpretó el papel más pequeño de Onus en la película después de haberlo imitado para una pista temporal. Marcó su último papel actoral.
Entre los actores de renombre, solo Pierce y Short tenían experiencia en la actuación de voz antes de la realización de El planeta del tesoro. Conli explicó que buscaban «realmente la voz natural del actor», y que a veces era mejor tener un actor sin experiencia con el trabajo de voz ya que utiliza su voz natural en lugar de «aparentar una voz». Las sesiones de voz se realizaron en su mayoría sin ninguna interacción con los otros actores, pero Gordon-Levitt expresó su deseo de interactuar con Murray porque le resultaba difícil representar la mayoría de las escenas entre Jim Hawkins y John Silver solo.

### Diseño

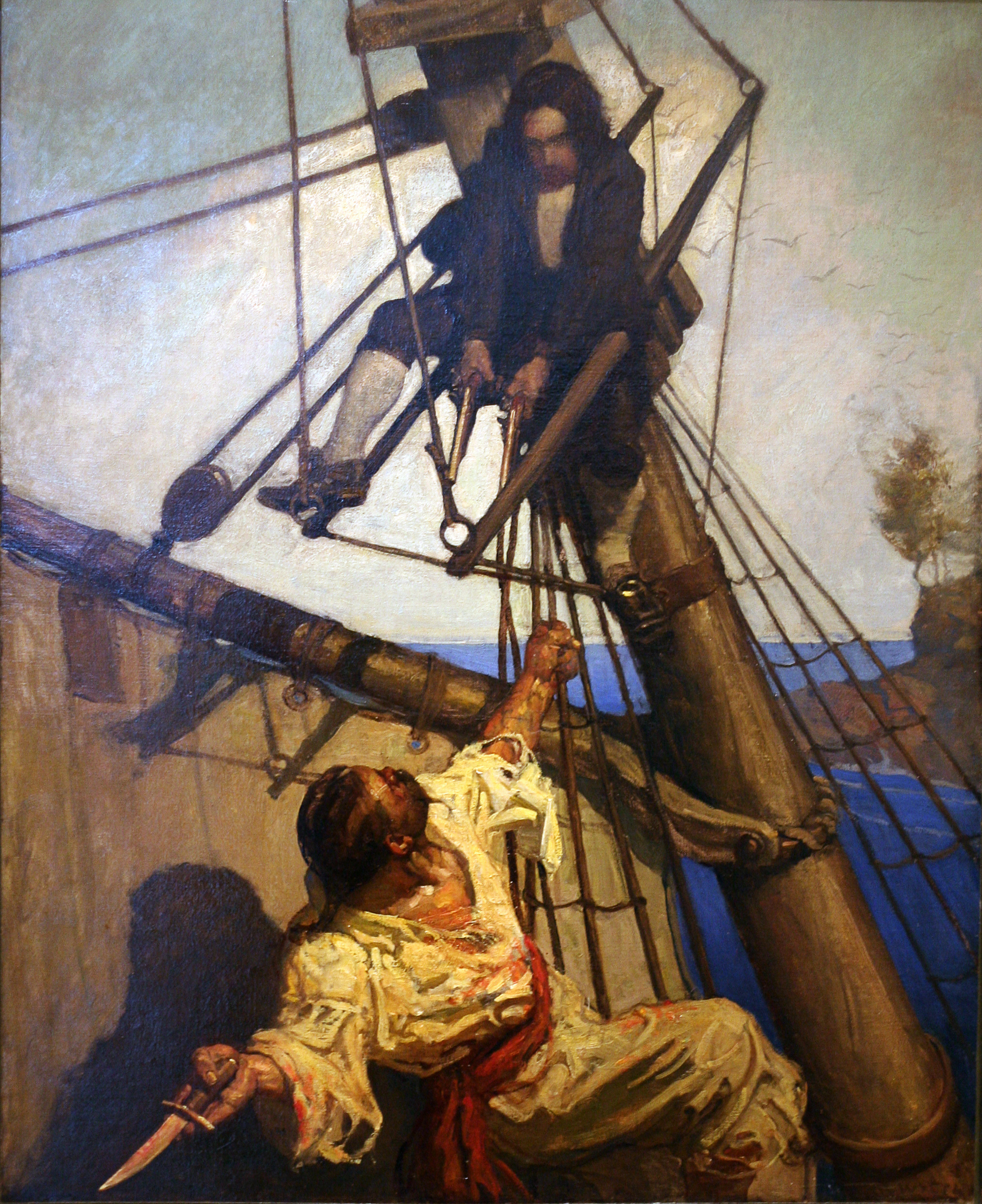
Una ilustración de N.C. Wyeth titulada Un paso más, Mr. Hands para una publicación de 1911 de La Isla del Tesoro. Este tipo de ilustración, que el equipo de filmación describió como «ilustración clásica de un libro de cuentos», fue la base del aspecto general del Planeta del Tesoro.

Mientras diseñaban para Planeta del Tesoro, el equipo siguió la regla que llaman «Ley 70/30» (una idea que el director de arte Andy Gaskill le ha atribuido a Ron Clements), lo que significaba que el aspecto general del arte de la película debía ser 70 % tradicional y 30 % de ciencia ficción. El aspecto general de Treasure Planet se basó en el estilo artístico promovido por ilustradores asociados con la Escuela de Ilustración Brandywine (como Howard Pyle y N.C. Wyeth), cuyas ilustraciones han sido descritas por el equipo de la película como la «ilustración clásica de un libro de cuentos», tener una sensación pictórica y estar compuesto por una paleta de colores cálidos.
Había alrededor de cuarenta animadores en el equipo y estaban divididos en equipos; por ejemplo, se asignaron dieciséis animadores a Jim Hawkins porque era el que aparecía más en la pantalla, y doce a John Silver. Para asegurar la «solidez» en la ilustración y la personalidad, cada personaje principal de la película contó con un equipo de animadores dirigido por un supervisor de animación. Conli mencionó que las personalidades de los supervisores afectaron el personaje final, citando a Glen Keane (el supervisor de John Silver) y John Ripa (el supervisor de Jim Hawkins) como ejemplos. La apariencia física, los movimientos y las expresiones faciales de los actores de voz también se infundieron en los personajes.
Cuando se les preguntó si se inspiraron en las adaptaciones cinematográficas anteriores de La isla del tesoro para los diseños de personajes, Glen Keane dijo que no le gustaba mirar representaciones anteriores de un personaje para «despejar su mente de estereotipos», pero que se inspiró un poco para la forma en que Silver habló del actor Wallace Beery, a quien «amaba por la forma en que hablaba con la comisura de la boca». Para la caracterización y diseño de Jim Hawkins, John Ripa citó a James Dean como un referente importante porque «había toda una actitud, una postura» en la que «sentías el dolor y la inocencia juvenil», y también citó la película Braveheart porque «Hay muchos primeros planos de personajes... que pasan por procesos de pensamiento, simplemente usando sus ojos».
Los animadores también utilizaron maquetas, pequeñas estatuas de los personajes de la película, como referencias durante todo el proceso de animación. El escultor de personajes Kent Melton mencionó que la primera película de Disney que utilizó maquetas fue Pinocho (1940), y que esto allanó el camino para la formación de un departamento completo dedicado a la escultura de personajes. Keane señaló que se supone que las maquetas no sólo deben ser «como un maniquí en una tienda», sino que tienen que ser «algo que te indique la personalidad [del personaje]» y que las maquetas también ayudaron a inspirar la forma en que los actores interpretarían sus papeles.
Los animadores tomaron Deep Canvas, una tecnología que habían desarrollado inicialmente para Tarzán (1999), y idearon un proceso que llamaron «Escenarios virtuales», en el que crearon decorados completos de 360 grados antes de comenzar a montar las escenas. Combinaron este proceso con personajes dibujados tradicionalmente para lograr una «imagen pintada con percepción de profundidad» y permitieron al equipo colocar la cámara en cualquier lugar del set y maniobrarla como lo harían con una cámara para una película de acción real. Para probar cómo una parte del cuerpo generada por computadora (específicamente el brazo cyborg de John Silver) encajaría con un personaje animado tradicionalmente, el equipo tomó un clip del Capitán Garfio de Peter Pan (1953) y reemplazó su brazo con el brazo cyborg.

### Animación
Uno de los objetivos de la película era combinar diferentes medios de animación en una sola película para tener un acabado tan perfecto que no se pudiera distinguir entre lo que era un dibujo a mano bidimensional o animaciones y entornos 3D generados por computadora. Para la animación del Planeta del Tesoro, hay tres elementos principales que fueron esenciales para la producción de esta película. La animación tradicional de personajes en 2D por la que Disney es conocido, la animación de personajes tridimensionales y los entornos generados por computadora o CG.

### Música y sonido
La «Ley 70/30» de «70 % tradicional y 30 % ciencia ficción» no sólo se aplicó a los diseños visuales de la película, sino también a los efectos de sonido y la música. El diseñador de sonido Dane Davis mencionó que él y su equipo «recorrieron tiendas de pasatiempos y tiendas de chatarra en busca de juguetes de cuerda antiguos y mecanismos giratorios antiguos» para crear los efectos de sonido de John Silver para «evitar sonar elegante o de ciencia ficción». El equipo experimentó un poco con el sonido utilizado en los diálogos, especialmente con el robot B.E.N., pero optó por mantener la voz natural de Short porque todo lo que intentaron «afectó su comedia» y «lo último que quieres hacer en una historia como esta es afectar las actuaciones».
La música de la película es en gran parte de naturaleza orquestal, aunque incluye dos sencillos pop de éxito moderado («I'm Still Here» y «Always Know Where You Are») del líder de The Goo Goo Dolls, John Rzeznik, y del grupo británico de pop-rock, BBMak. Ambas canciones fueron escritas e interpretadas por John Rzeznik en la película, pero BBMak grabó «Always Know Where You Are» para la banda sonora. La partitura fue compuesta por James Newton Howard, quien dijo que está «muy en la maravillosa tradición de Korngold, Tiomkin y Steiner». La partitura ha sido descrita como una mezcla de música moderna de «estilo clásico» en el espíritu de Star Wars y la música celta. Al violinista escocés Alasdair Fraser se le acredita como cocompositor del tema «Silver Leaves», y también figura como solista en los créditos de la película. Walt Disney Records lanzó el álbum de la banda sonora de la película el 19 de noviembre de 2002.
| N.º | Título                                                | Intérpretes  | Duración |  |
| 1.  | «I'm Still Here»                                      | John Rzeznik | 04:11    |  |
| 2.  | «Always Know Where You Are (Versión cinematográfica)» | Rzeznik      | 03:20    |  |
| 3.  | «Always Know Where You Are»                           | BBMak        | 03:19    |  |
| 4.  | «12 Years Later»                                      |              | 02:44    |  |
| 5.  | «To The Spaceport»                                    |              | 01:55    |  |
| 6.  | «Rooftop»                                             |              | 02:32    |  |
| 7.  | «Billy Bones»                                         |              | 02:24    |  |
| 8.  | «The Map»                                             |              | 00:58    |  |
| 9.  | «Silver»                                              |              | 02:39    |  |
| 10. | «The Launch»                                          |              | 02:42    |  |
| 11. | «Silver Comforts Jim»                                 |              | 03:23    |  |
| 12. | «Jim Chases Morph»                                    |              | 03:17    |  |
| 13. | «Ben»                                                 |              | 02:30    |  |
| 14. | «Silver Bargains»                                     |              | 02:59    |  |
| 15. | «The Back Door»                                       |              | 04:18    |  |
| 16. | «The Portal»                                          |              | 05:04    |  |
| 17. | «Jim Saves The Crew»                                  |              | 04:37    |  |
| 18. | «Silver Leaves»                                       |              | 05:11    |  |

## Marketing
En abril de 2002, se lanzó oficialmente en línea un avance de Planeta del tesoro. Luego debutaría en los cines en las próximas semanas, comenzando con Spider-Man el 3 de mayo de 2002, seguido de Star Wars: Episodio II - El ataque de los clones dos semanas después. Antes y durante su presentación en cines, Planeta del tesoro contó con el apoyo promocional de McDonald's, Pepsi-Cola, Dreyer's y Kellogg's. McDonald's incluyó artículos promocionales como figuras de acción y rompecabezas en sus Happy Meals y Mighty Meals, Pepsi-Cola colocó gráficos de películas promocionales en el empaque de varios de sus refrescos (Mountain Dew, Code Red, Sierra Mist, Mug Root Beer, Orange Slice y Lipton Brisk), Dreyer's utilizó los paneles de sus camiones de reparto para promocionar sabores de helado inspirados en la película (como «Galactic Chocolate» y «Vanilla Treasure»), y Kellogg's incluyó cucharas con la marca de la película en sus cajas de cereales. Hasbro lanzó una línea de juguetes y figuras de acción de Planeta del tesoro. Puffin Books publicó una novelización.

## Lanzamiento

### Teatral
El planeta del tesoro celebró su estreno mundial en París (Francia), el 6 de noviembre de 2002. Se estrenó en Estados Unidos en el Cinerama Dome de Hollywood el 17 de noviembre de 2002, La película es «la primera película importante de un estudio» que se estrena simultáneamente en cines regulares e IMAX; Esto se hizo a la luz del éxito de las películas de Disney que fueron reestrenadas en formato IMAX, como La bella y la bestia y Fantasía 2000. Dick Cook, entonces presidente de Walt Disney Studios, expresó la esperanza de que fuera una buena manera de distinguirse durante la competitiva temporada navideña.

### Formato casero
El planeta del tesoro fue lanzado en VHS y DVD en los Estados Unidos y Canadá por Walt Disney Home Entertainment el 29 de abril de 2003. El DVD incluye artículos detrás de escena, un comentario visual, escenas eliminadas, avances y avances teatrales, el video musical. para la canción «I'm Still Here» de John Rzeznik y un recorrido virtual por RLS Legacy. Esta versión certificada por THX también contiene un huevo de Pascua en el menú Configuración. El espectador puede resaltar cualquier listado y presionar hacia la derecha para revelar una claqueta. Al seleccionar este icono se revelarán los créditos del DVD. El DVD mantuvo el puesto número uno en las ventas de Billboard durante dos semanas y el VHS fue número uno en ventas durante tres semanas. En julio de 2003, Planeta del tesoro recaudó 64 millones de dólares en ventas de DVD. Disney lanzó una combinación de Blu-ray/DVD de edición especial del décimo aniversario el 3 de julio de 2012.

## Recepción

### Taquilla
Planeta del tesoro recaudó más de 12 millones de dólares en su primer fin de semana, ubicándose en el cuarto lugar detrás de Harry Potter y la cámara secreta, Die Another Day y The Santa Clause 2 de Disney. Durante el fin de semana festivo de cinco días de Acción de Gracias, la película recaudó sólo 16,5 millones de dólares en todo el mundo. La película terminó recaudando 38,1 millones de dólares a nivel nacional y 71,4 millones de dólares a nivel internacional para una recaudación bruta mundial de 109,5 millones de dólares. Su fracaso se hizo evidente desde el principio, cuando la división Buena Vista Distribution de Disney redujo sus ganancias del cuarto trimestre en 47 millones de dólares a los pocos días del estreno de la película. En 2014, Los Angeles Times catalogó la película como uno de los fracasos de taquilla más caros de todos los tiempos.

### Respuesta de la crítica
El sitio web de recopilación de reseñas Rotten Tomatoes informó que el 69% de los críticos le dieron a la película una reseña positiva basada en 149 reseñas, con una calificación promedio de 6,5/10. El consenso de los críticos del sitio afirma: «Aunque sus caracterizaciones son más débiles de lo habitual, Planeta del tesoro ofrece una visión trepidante y bellamente representada del espacio exterior». Metacritic asignó a la película una puntuación promedio ponderada de 60 sobre 100 basada en 30 reseñas de críticos convencionales, lo que indica «críticas mixtas o promedio». El público encuestado por CinemaScore le dio a la película una calificación promedio de «A-» en una escala de A+ a F.
Stephen Hunter de The Washington Post, que le dio 4 estrellas de 5, afirmó que la película «cuenta con el entusiasmo más puro de Disney: une a las generaciones, en lugar de separarlas». Leah Rozen de People afirmó que la película «tiene imaginación, humor en abundancia y se mueve con rapidez», y que «la animación, que combina técnicas tradicionales y digitales, es deslumbrante». Claudia Puig de USA Today dijo que la característica más notable de la película es «la forma ingeniosa en que combina lo futurista y lo retro», y continuó diciendo que la película no tiene el «encanto de Lilo & Stitch» ni el «deslumbrante arte de El viaje de Chihiro», pero concluyó que Planeta del tesoro es «una aventura navideña capaz y divertida para una audiencia familiar». Kim Hollis de Box Office Prophets declaró que «hay mucho que recomendar la película: las espectaculares imágenes por sí solas hacen que Planeta del tesoro sea una película que vale la pena ver», aunque expresó su decepción porque sentía que los personajes «no estaban representados de manera tan creativa».
Roger Ebert del Chicago Sun-Times le dio 2,5 estrellas de 4; consideró que una versión más tradicional de la historia habría sido «más emocionante» y «menos ingeniosa». Andy Klein de Daily Variety Gotham se quejó del guion, describiéndolo como «apático» y comentó: «Si tan solo su guión fuera tan divertido como sus imágenes». A. O. Scott de The New York Times describió la película como «menos un acto de homenaje que una pieza de piratería torpe y cínica», y continuó diciendo que «no es una gran película» y una «imagen mecánica y estúpida». Owen Gleiberman de Entertainment Weekly describió la película como «toda frivolidades cursis actualizadas y cero impulso».
En 2012, Ricky Brigante de InsideTheMagic consideró que la película «puede que no esté a la altura de los estándares establecidos por tantos musicales atemporales, [pero] es una aventura que vale la pena ver», y la elogió por sus temas y personajes. En 2020, Petrana Radulovic, que escribía para Polygon, elogió los personajes de Jim y Silver, así como la secuencia «I'm Still Here» y afirmó que la película «es un deleite visual, una cápsula del tiempo de principios de la década de 2000 en un de una manera que quizás ninguna otra película animada de la época lo haga. Con audacia y sin pedir disculpas, supera los límites visuales de las expectativas del género de una manera que ninguna película de Disney lo ha hecho desde entonces».

### Premios y nominaciones
La película fue nominada al Premio de la Academia a la Mejor Película de Animación junto con Lilo & Stitch, Ice Age y Spirit: el corcel indomable, pero las cuatro películas perdieron ante El viaje de Chihiro (2001). También fue nominada a varios premios Annie.
| Año  | Premio                            | Categoría | Nominados | Resultado | Ref.          |
| ---- | --------------------------------- | --- | --- | --------- | ------------- |
| 2003 | 75.ª edición de los Premios Óscar | Mejor película animada | Ron Clements | Nominado  | [ 70 ]        |
| 2003 | premios Annie                     | Animación de personajes excepcional | Sergio Pablos | Nominado  | [ 71 ]        |
| 2003 | premios Annie                     | Logro destacado por efectos animados en una producción animada                                                                         | Peter DeSève | Nominado  | [ 71 ]        |
| 2003 | premios Annie                     | Logro destacado por el diseño de personajes en una producción cinematográfica                                                          | Steven Olds | Nominado  | [ 71 ]        |
| 2003 | premios Annie                     | Actuación de voz en una producción de largometraje animado                                                                             | Brian Murray | Nominado  | [ 71 ]        |
| 2003 | premios Annie                     | Actuación de voz en una producción de largometraje animado                                                                             | Emma Thompson | Nominado  | [ 71 ]        |
| 2003 | premios Annie                     | Logro destacado por efectos animados en una producción animada                                                                         | Kee Nam Suong | Nominado  | [ 71 ]        |
| 2003 | Golden Reel Award                 | Premio Golden Reel por logros destacados en edición de sonido: efectos de sonido, foley, diálogos y ADR para largometraje de animación | Dane Davis (supervisor del editor de sonido) Julia Evershade (supervisión de sonido/diálogo/editor adr) Andrew Lackey (editor supervisor de foley) Richard Adrian (Editor de sonido) | Ganador   | [ 72 ] [ 73 ] |
| 2003 | Premios Saturn                    | Mejor película animada | Planeta del tesoro | Nominado  | [ 74 ]        |
| 2003 | Premios Young Artist de 2002      | Mejor interpretación en un papel de locutor: diez años o menos                                                                         | Austin Majors | Nominado  | [ 75 ]        |

## Franquicia cancelada
Antes de que Planeta del tesoro se estrenara en los cines, Thomas Schumacher, entonces presidente de Walt Disney Feature Animation, mencionó las posibilidades de tener lanzamientos directos en video para Planeta del tesoro, así como una serie de televisión. Dijo que ya tenían «una historia, algunos guiones gráficos, conceptos y un guion de lo que podría ser una secuela de [Planeta del tesoro]», y que también tenían una «noción» de lo que sería la serie.
El director Jun Falkenstein y el guionista Evan Spiliotopoulos comenzaron el desarrollo inicial de Planeta del tesoro 2. En la secuela, Jim Hawkins y Kate, su interés amoroso y compañera de clase en la Real Academia Interestelar, deben formar equipo con Long John Silver para evitar que el villano Ironbeard libere a los reclusos de la Prisión Asteroid de Botany Bay. Willem Dafoe iba a dar voz a Barba de Hierro. Se le pidió a Tommy Walter que escribiera e interpretara canciones para la película. Sin embargo, la secuela fue cancelada cuando Planeta del tesoro tuvo malos resultados en taquilla.
Tras el fracaso de taquilla de Atlantis: The Lost Empire (2001), Disneyland planeó un segundo intento de revivir su viaje Submarine Voyage con un tema del Planeta del Tesoro. Estos planes fueron descartados debido a que la película experimentó el mismo desempeño financiero que su predecesora. La atracción finalmente reabrió sus puertas en 2007 como Finding Nemo Submarine Voyage, teniendo como tema la película animada de Disney/Pixar de 2003 Buscando a Nemo.

## Videojuego
Se lanzaron varios videojuegos de Planeta del tesoro. En octubre de 2002, Disney Interactive lanzó el juego de estrategia naval Treasure Planet: Battle at Procyon para PC, mientras que en noviembre, Sony Computer Entertainment lanzó dos videojuegos de acción de plataformas 3D Treasure Planet para PlayStation (desarrollados por Magenta Software) y PlayStation 2 (desarrollado por Bizarre Creations). Bizarre Creations utilizó el motor XSI de Softimage para modelado, texturizado y animación.
Una serie de juegos llamados colectivamente Disney's Treasure Planet: Training Academy (o Disney's Treasure Planet Collection) también fue lanzado en 2002. Estaba compuesto por tres juegos (Broadside Blast, Treasure Racer y Etherium Rescue), y los jugadores con los tres juegos podían desbloquear un cuarto juego (Ship Shape).

### Recepción
El juego tuvo una recepción mixta a negativa tras su lanzamiento. GameRankings y Metacritic le dieron una puntuación de 66,43% y 68 sobre 100 para la versión de Game Boy Advance; 64 % y 61 sobre 100 para la versión PlayStation 2; y 57,14% y 44 sobre 100 para la versión de PlayStation.

## Legado
El 27 de noviembre de 2022, Disney D23 publicó en Twitter: «¡Han pasado 20 años desde que Jim Hawkins sacudió las estrellas en Treasure Planet de @DisneyAnimation! ¡Feliz aniversario de esta película estelar!». La compañía también lanzó un pin conmemorativo limitado para el aniversario, así como un adorno de cuaderno de bocetos. Muchos miembros del equipo que trabajaron en la película, incluidos los directores John Musker y Ron Clements, el compositor James Newton Howard y el actor Corey Burton, también celebraron su aniversario participando en una transmisión en vivo de 3 horas en YouTube en The Tammy Tuckey Show. El evento había sido organizado con anticipación.